# Knyahinyai meteorit
A knyahinyai meteorit 1866. június 9-én hullott le Knyahinya (Csillagfalva) községben és környékén a kárpátaljai területen, amely ma Ukrajnában van. Mintegy 1000 darabra becsülik az összegyűjtött töredékek számát. A darabokból sokat juttattak el a világ nagy múzeumaiba és így ez a meteorit is fontos szerepet játszott a kondritok kutatásában.

## A knyahinyai meteorit jelentősége
A knyahinyai meteorit a hullások 85%-át kitevő kondritok közé tartozik. A szülő égitestnek, amelynek a „Knyahinya” töredéke, a magasabb hőmérsékletre fölmelegedett zónájából származik 5-ös petrológiai osztályú fokozattal. (A Mezőmadaras L3, a Mócsi L6.)

## Külső hivatkozások
- Összeállítás a Kárpát-medencében hullott meteoritekről.
- Knyahinya (Csillagfalva)
- A Knyahinya porozitásáról
- A Knyahinya nemesgáz tartalmáról
- A magyarországi meteoritok listája.
- Meteorithullások listája.
- A knyahinyai meteoritről a Természettudományi Múzeum adatbázisában.